# Équipe d'Angola masculine de handball au Championnat du monde 2021
Cet article relate le parcours de l'équipe d'Angola masculine de handball lors du Championnat du monde 2021 qui a lieu en Égypte en janvier 2021. Il s'agit de la 5e participation de l'Angola aux Championnats du monde.
Ne gagnant aucun match durant la compétition, l'Angola fini à la 30e place grâce au forfait du Cap-Vert.

## Présentation

### Qualification
L'Angola termine 4e du Championnat d'Afrique des nations 2020 et décroche une place pour le Championnat du monde 2021.

## Résultats

### Tour préliminaire
|   | Équipe  | Pts | J | G | N | P | Bp | Bc | Diff |
| - | ------- | --- | - | - | - | - | -- | -- | ---- |
| 1 | Croatie | 5   | 3 | 2 | 1 | 0 | 83 | 73 | 10   |
| 2 | Qatar   | 4   | 3 | 2 | 0 | 1 | 85 | 80 | 5    |
| 3 | Japon   | 3   | 3 | 1 | 1 | 1 | 88 | 89 | -1   |
| 4 | Angola  | 0   | 3 | 0 | 0 | 3 | 74 | 88 | -14  |

| 15 janvier 2021 16h30 | Qatar          | 30 – 25   | Angola                 | Handball Hall, Borg El Arab Arbitrage : Duarte Santos et Ricardo Fonseca |
| 15 janvier 2021 16h30 | Hamad Madadi 8 | (14 – 13) | Adelino Pestana (en) 6 | Handball Hall, Borg El Arab Arbitrage : Duarte Santos et Ricardo Fonseca |
| 15 janvier 2021 16h30 | ×1 ×6          | Rapport   | ×4                     | Handball Hall, Borg El Arab Arbitrage : Duarte Santos et Ricardo Fonseca |

| 17 janvier 2021 19h00 | Angola                  | 20 – 28   | Croatie      | Handball Hall, Borg El Arab Arbitrage : Youcef Belkhiri et Sid Ali Hamidi |
| 17 janvier 2021 19h00 | Edvaldo Ferreira (en) 4 | (11 – 12) | Ivan Čupić 6 | Handball Hall, Borg El Arab Arbitrage : Youcef Belkhiri et Sid Ali Hamidi |
| 17 janvier 2021 19h00 | ×6 ×2                   | Rapport   | ×2 ×6        | Handball Hall, Borg El Arab Arbitrage : Youcef Belkhiri et Sid Ali Hamidi |

| 19 janvier 2021 16h30 | Japon          | 30 – 29   | Angola       | Handball Hall, Borg El Arab Arbitrage : Samir Krichen et Samir Makhlouf |
| 19 janvier 2021 16h30 | Jin Watanabe 7 | (16 – 12) | Mário Tati 6 | Handball Hall, Borg El Arab Arbitrage : Samir Krichen et Samir Makhlouf |
| 19 janvier 2021 16h30 | ×1             | Rapport   | ×5           | Handball Hall, Borg El Arab Arbitrage : Samir Krichen et Samir Makhlouf |

### Coupe du président
|   | Équipe   | Pts | J | G | N | P | Bp | Bc | Diff |
| - | -------- | --- | - | - | - | - | -- | -- | ---- |
| 1 | Tunisie  | 6   | 3 | 3 | 0 | 0 | 82 | 51 | 31   |
| 2 | RD Congo | 4   | 3 | 2 | 0 | 1 | 64 | 69 | -5   |
| 3 | Angola   | 2   | 3 | 1 | 0 | 2 | 70 | 66 | 4    |
| 4 | Cap-Vert | 0   | 3 | 0 | 0 | 3 | 00 | 30 | -30  |

1. ↑  Le Cap-Vert a été contraint de déclarer forfait général, cf. Impact du Covid-19.

| 21 janvier 2021 19h00 | Angola             | 31 – 32   | RD Congo           | Handball Hall, Ville du 6 Octobre Arbitrage : Alaa Emam et Hossam Hedaia |
| 21 janvier 2021 19h00 | Edvaldo Ferreira 8 | (15 - 13) | Johan Kiangebeni 8 | Handball Hall, Ville du 6 Octobre Arbitrage : Alaa Emam et Hossam Hedaia |
| 21 janvier 2021 19h00 | ×1 ×2 ×1           | Rapport   | ×1 ×5              | Handball Hall, Ville du 6 Octobre Arbitrage : Alaa Emam et Hossam Hedaia |

| 23 janvier 2021 16h30 | Cap-Vert | 0 – 10 | Angola | Handball Hall, Ville du 6 Octobre |

| 25 janvier 2021 19h00 | Tunisie       | 34 – 29   | Angola                     | Handball Hall, Ville du 6 Octobre Arbitrage : Majid Kolahdouzan et Alireza Mousaviannazhad |
| 25 janvier 2021 19h00 | Issam Rzig 12 | (14 – 13) | Romé Hebo, Cláudio Lopes 7 | Handball Hall, Ville du 6 Octobre Arbitrage : Majid Kolahdouzan et Alireza Mousaviannazhad |
| 25 janvier 2021 19h00 | ×1 ×8         | Rapport   | ×1 ×3 ×1                   | Handball Hall, Ville du 6 Octobre Arbitrage : Majid Kolahdouzan et Alireza Mousaviannazhad |

#### Match pour la29eplace
| 27 janvier 2021 18h30 | Angola                        | 29 – 30ap (tab) | Maroc             | Handball Hall, Ville du 6 Octobre Arbitrage : Yousef Belkhiri et Sid Ali Hamidi |
| 27 janvier 2021 18h30 | Edvaldo Ferreira, Romé Hebo 6 | (14–13, 27–27)  | Rezzouki Reida 12 | Handball Hall, Ville du 6 Octobre Arbitrage : Yousef Belkhiri et Sid Ali Hamidi |
| 27 janvier 2021 18h30 | Tab : 2–3                     |                 |                   | Handball Hall, Ville du 6 Octobre Arbitrage : Yousef Belkhiri et Sid Ali Hamidi |
| 27 janvier 2021 18h30 | ×5                            | Rapport         | ×2 ×4             | Handball Hall, Ville du 6 Octobre Arbitrage : Yousef Belkhiri et Sid Ali Hamidi |

## Statistiques et récompenses

### Buteurs
| Rang  | Joueur             | Tot. | Tirs | %     | MJ | Moy. |
| ----- | ------------------ | ---- | ---- | ----- | -- | ---- |
| 1     | Edvaldo Ferreira   | 28   | 49   | 57 %  | 6  | 4,7  |
| 2     | Manuel Nascimento  | 14   | 22   | 64 %  | 6  | 2,3  |
| 3     | Romé Hebo          | 14   | 31   | 45 %  | 6  | 2,3  |
| 4     | Cláudio Lopes      | 13   | 19   | 68 %  | 6  | 2,2  |
| 5     | Gabriel Teca       | 13   | 20   | 65 %  | 6  | 2,2  |
| 6     | Otiniel Pascoal    | 13   | 23   | 57 %  | 6  | 2,2  |
| 7     | Adilson Maneco     | 11   | 15   | 73 %  | 6  | 1,8  |
| 8     | Cláudio Chicola    | 11   | 16   | 69 %  | 6  | 1,8  |
| 9     | Elias Antonio      | 10   | 20   | 50 %  | 6  | 1,7  |
| 10    | Jairoslav Aguia    | 9    | 12   | 75 %  | 6  | 1,5  |
| 11    | Mário Tati         | 9    | 19   | 47 %  | 6  | 1,5  |
| 12    | Adelino Pestana    | 8    | 14   | 57 %  | 2  | 4    |
| 13    | Feliciano Couveiro | 6    | 11   | 55 %  | 4  | 1,5  |
| 14    | Mayomona Panzo     | 3    | 6    | 50 %  | 6  | 0,5  |
| 15    | Edgar Abreu        | 1    | 1    | 100 % | 4  | 0,3  |
| Total | Total              | 173  | 279  | 62 %  | 7  | 24,7 |

### Gardiens de but
| N°    | Nom                   | %    | Arrêts | Tirs | MJ | Moy. |
| ----- | --------------------- | ---- | ------ | ---- | -- | ---- |
| 1     | Giovane Muachissengue | 27 % | 39     | 145  | 6  | 6,5' |
| 2     | Custódio Gouveia      | 26 % | 20     | 78   | 6  | 3,3  |
| Total | Total                 | 26 % | 66     | 250  | 6  | 11   |